# Ростовка (Большереченский район)
Ростовка — деревня в Большереченском районе Омской области. Входит в состав Ингалинского сельского поселения.

## История
Основана в 1894 г. В 1928 г. состояла из 83 хозяйств, основное население — белоруссы. В составе Картовского сельсовета Большереченского района Тарского округа Сибирского края.

## Население
| 1926 | 2002 | 2010 | 2021 |
| ---- | ---- | ---- | ---- |
| 468  | ↘223 | ↘175 | ↘95  |

Национальный состав
Согласно результатам переписи 2002 года, в национальной структуре населения русские составляли 97 %.